# Serra d'en Coll (Mieres)
La Serra d'en Coll és una serra situada entre els municipis de Mieres, Sant Ferriol, i Santa Pau a la comarca de la Garrotxa, amb una elevació màxima de 1.087 metres.